# كلية الاقتصاد والعلوم الإدارية (جامعة اليرموك)
كلية الاقتصاد والعلوم الإدارية هي إحدى كليات جامعة اليرموك الأردنية، أنشئت كلية الاقتصاد والعلوم الإدارية ككلية مستقلة عام 1981، وقبل ذلك كانت تخصصات الاقتصاد والعلوم الإدارية تُقدم من خلال كلية الآداب والعلوم منذ إنشاء الجامعة عام 1976.
تضم الكلية حالياً ستة أقسام هي : قسم الاقتصاد ، وقسم المحاسبة ، وقسم العلوم المالية والمصرفية ، وقسم إدارة الأعمال ، وقسم الإدارة العامة، وقسم التسويق. وتمنح الكلية درجة البكالوريوس في سبعة برامج هي : الاقتصاد، واقتصاد المال والأعمال، والمحاسبة، والعلوم المالية والمصرفية، وإدارة الأعمال، والإدارة العامة، والتسويق. كما تمنح الكلية ستة برامج ماجستيــر هي : الاقتصاد والمحاسبة والعلوم المالية والمصرفــــــــية وإدارة الأعمال والإدارة العامة والإدارة، بالإضافة إلى برنامج الماجستير في إدارة الخدمات الصحية الذي تطرحه الكلية بالتعاون مع كلية الجراحين الملكية في إيرلندا.
تعتمد الكلية اللغة الإنجليزية في التدريس لديها ، كما تعتمد الكتب المنهجية الحديثة التي تدرس في أعرق الجامعات الأمريكية ، ويقوم على التدريس فيها أربعة وسبعون عضو هيئة تدريس من حملة الدكتوراه والماجستير .

تقوم الكلية بعقد مؤتمرات علمية سنوية تعنى بمواضيع الاقتصاد والعلوم المالية والمصرفية والمحاسبة والإدارة والتسويق يشارك فيها أكاديميون من مختلف الجامعات وصانعوا القرار على المستويين المحلي والدولي . كما يشارك أعضاء الهيئة التدريسية في الكلية بالمؤتمرات العلمية الأردنية والعربية والدولية . وتتعاون الكلية بأقسامها المختلفة مع الهيئات الحكومية والمنظمات غير الحكومية والقطاع الخاص في مجالات الدراسات والاستشارات والتدريب . وللكلية أيضاً أنشطة عديدة في التفاعل مع المجتمع المحلي ، حيث تعقد لقاءات وندوات ومحاضرات وتدعو لها أحد المتحدثين في موضوع معين للنقاش والحوار. ويقوم بعض أعضاء هيئة التدريس بإلقاء المحاضرات العامة في التجمعات المحلية المختلفة.

## رؤية الكلية
تتطلع كلية الاقتصاد والعلوم الإدارية لتحقيق دور قيادي في التدريس والبحث العلمي والتدريب والاستشارات وخدمة المجتمع في مجالات الاقتصاد والمال والأعمال في المنطقة العربية، بالاعتماد على قدراتها الفريدة والمتمثلة بوجود كفاءات عالية ومتميزة من أعضاء هيئة التدريس والباحثين وبنية تحتية تعليمية متطورة .

## رسالة الكلية
تقدم الكلية برامج تعليمية متميزة لطلبتها على مستوى البكالوريوس والدراسات العليا اعتماداً على قدراتها التنافسية الفائقة. وتواصل الكلية السير نحو السمو في تبني البحث العلمي المتميز لمواكبة أحدث المستجدات والتطورات العالمية. وتوفر الكلية الكوادر المؤهلة لتقديم خدمات التدريب والاستشارات لتلبية احتياجات المجتمع المحلي والخارجي.

## النظرة المستقبلية للكلية
العمل على طرح تخصصات جديدة في مختلف الأقسام الأكاديمية للكلية. والعمل على طرح برامج الدكتوراه في مختلف الأقسام الأكاديمية للكلية. وتوثيق عرى التعاون بين الكلية من جهة ومختلف القطاعات المحلية من خلال التعاون في إنشاء مراكز بحثية متقدمة ومتطورة.